# カイオ・カネド・コレア
カイオ・カネド（Caio Canedo）ことカイオ・カネド・コレア（ポルトガル語: Caio Canedo Corrêa、1990年8月9日 - ）は、ブラジルのサッカー選手。アル・アインFC所属。UAE代表。ポジションはFW。

## 代表歴
2020年1月、UAEの国籍を取得し、2022 FIFAワールドカップ・アジア予選に出場するUAE代表チームでプレーする資格を得た。同年11月12日、タジキスタン代表との親善試合で代表デビューを果たした。

## タイトル
ボタフォゴFR
- カンピオナート・カリオカ：2010

SCインテルナシオナル
- カンピオナート・ガウショ：2013, 2014

アル・アインFC
- UAEプロリーグ：2021-22